# Minosia clypeolaria
Minosia clypeolaria är en spindelart som först beskrevs av Simon 1907.  Minosia clypeolaria ingår i släktet Minosia och familjen plattbuksspindlar.
Artens utbredningsområde är Guinea-Bissau. Inga underarter finns listade i Catalogue of Life.